# Красногорка (Северо-Казахстанская область)
Красногорка (каз. Красногорка) — село в Айыртауском районе Северо-Казахстанской области Казахстана. Входит в состав Володарского сельского округа. Код КАТО — 593230700.

## География
Расположено около озера Саумалколь.

## История
До 2013 года село входило в состав упразднённого Жетыкольского сельского округа.

## Население
В 1999 году население села составляло 214 человек (107 мужчин и 107 женщин). По данным переписи 2009 года в селе проживало 382 человека (206 мужчин и 176 женщин).